# 1200 (elektrische locomotief)
De NS-locserie 1200 is een elektrische locomotief die tussen 1952 en 1998 werd ingezet door de Nederlandse Spoorwegen, van 1999 tot 2009 werd gebruikt door ACTS Nederland BV en van 2010 tot 2015 bij EETC.

## Eerste leven bij NS
Deze locomotieven zijn van een Amerikaans ontwerp van Baldwin/Westinghouse, doch net als de 1000-serie grotendeels in Nederland gebouwd. Zoals bij de andere locomotieven die in de jaren na de Tweede Wereldoorlog werden geleverd werd hier gebruikgemaakt van een bestaand ontwerp. De locs werden door Werkspoor te Utrecht gebouwd, behalve de draaistellen, die in de Verenigde Staten werden vervaardigd. Financiering vond plaats in het kader van het Marshallplan. De elektrische installatie werd door Heemaf geleverd.
De 25 locomotieven serie 1200 werden besteld in 1949 en afgeleverd in 1951-1953. Net als de andere locomotieven uit deze periode waren zij bij aflevering turkoois geschilderd, doch de 1215-1225 werden roodbruin, de kleur waarin ook de nieuwe diesellocomotieven in de jaren vijftig rondreden. Vanaf 1954 werden ze overgespoten in Berlijns blauw en vanaf de jaren zeventig werden zij in de nieuwe NS-huisstijlkleuren grijs-geel geschilderd.
In het begin van de jaren tachtig ondergingen de 1200'en een revisie, waardoor zij nog zeker tien jaar meekonden.
Gedurende de diensttijd bij de NS is geen van deze locomotieven afgeschreven na ongevallen, zodat alle 25 exemplaren een leeftijd van meer dan veertig jaar bereikten. Zij deden dienst voor diverse treinsoorten, maar vooral voor de zwaardere reizigerstreinen.
De 1200'en stonden bekend als betrouwbare en degelijke locomotieven. Deze goede reputatie werd hoofdzakelijk bereikt dankzij het simpele ontwerp van de elektrische installatie, zonder de gebruikelijke snelschakelaar. Bij de 1200 paste men een eenvoudige, maar zware smeltveiligheid toe teneinde de gehele hoogspanningsinstallatie tegen te hoge stroom te beveiligen.
In 1998 gingen de laatste 1200-en bij de NS buiten dienst.

## Tweede leven bij ACTS
De kwaliteit van de locs werd ook bevestigd door het feit dat na de buitendienststelling door de NS nog vijf exemplaren vanaf 1999 een nieuwe loopbaan vonden bij ACTS, waar ze met een leeftijd van meer dan een halve eeuw nog tot 2009 in bedrijf zouden blijven. De locs werden geschilderd in de toenmalige ACTS-huisstijl, paarsblauw met gele band, en voorzien van de nummers 1251-1255. De 1255 werd in de huisstijl van Vos Logistics geschilderd (zwart met oranje band), aangezien ACTS in samenwerking met Vos Logistics de treindienst voor de containertreinen tussen de Rotterdamse haven en Veendam en Leeuwarden verzorgde. De overname van de locomotieven door ACTS ging in eerste instantie niet zonder slag of stoot. De NS weigerde aanvankelijk de locomotieven te verkopen en voerde de machines versneld af naar de sloper. Na tussenkomst van de rechter werden de locs van de snijbrander gered, enkele locs stonden al op het terrein van de sloper in Amsterdam Westpoort. 

## Derde leven bij EETC
Nadat de 1200'en bij ACTS buiten dienst gingen werden in 2010 enkele locs particulier bezit en verhuurd aan Euro-Express Treincharter (EETC) voor autoslaaptreinen.
Op 19 februari 2011 werd de 1254 gepresenteerd in de nieuwe kleurencombinatie van EETC, roodbruin met gele band. Tevens was deze loc tot eind 2011 bestickerd met het logo van de dat jaar tachtig jaar bestaande Nederlandse Vereniging van Belangstellenden in het Spoor- en tramwegwezen (NVBS). In april 2015 werd bekendgemaakt dat de autoslaaptrein niet meer zal rijden vanwege sterk gestegen kosten. Een deel van de locomotieven in onderstaande lijst heeft reeds een nieuwe bestemming gekregen. Op 26 september 2015 zijn de 1251 en 1254 van de Watergraafsmeer naar Blerick overgebracht voor stalling. De 1254 werd vanaf november 2015 (nog in EETC-kleurstelling) ingezet bij HSL Logistik. Vanwege een defecte tractiemotor is de 1254 begin 2016 echter in 's-Hertogenbosch gestald, in afwachting van wat er verder zal gebeuren. Van 1 november tot 31 december 2016 werd de 1254 gehuurd door Captrain.

## Museumlocs

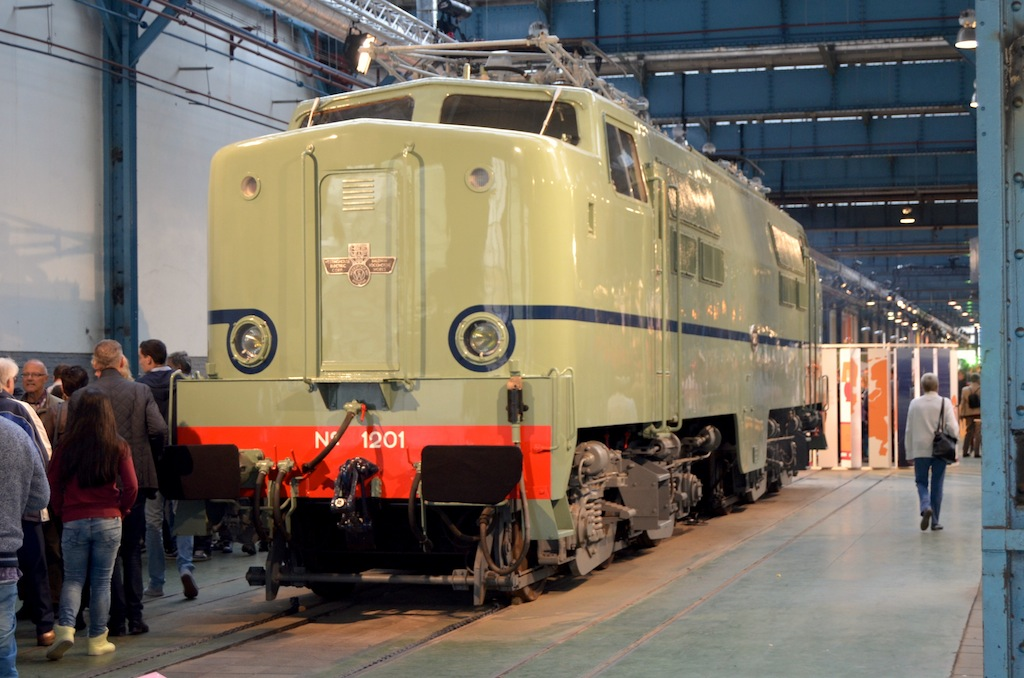
Loc 1201 in het turkoois tijdens Spoorparade Amersfoort.

## Zestigjarig jubileum

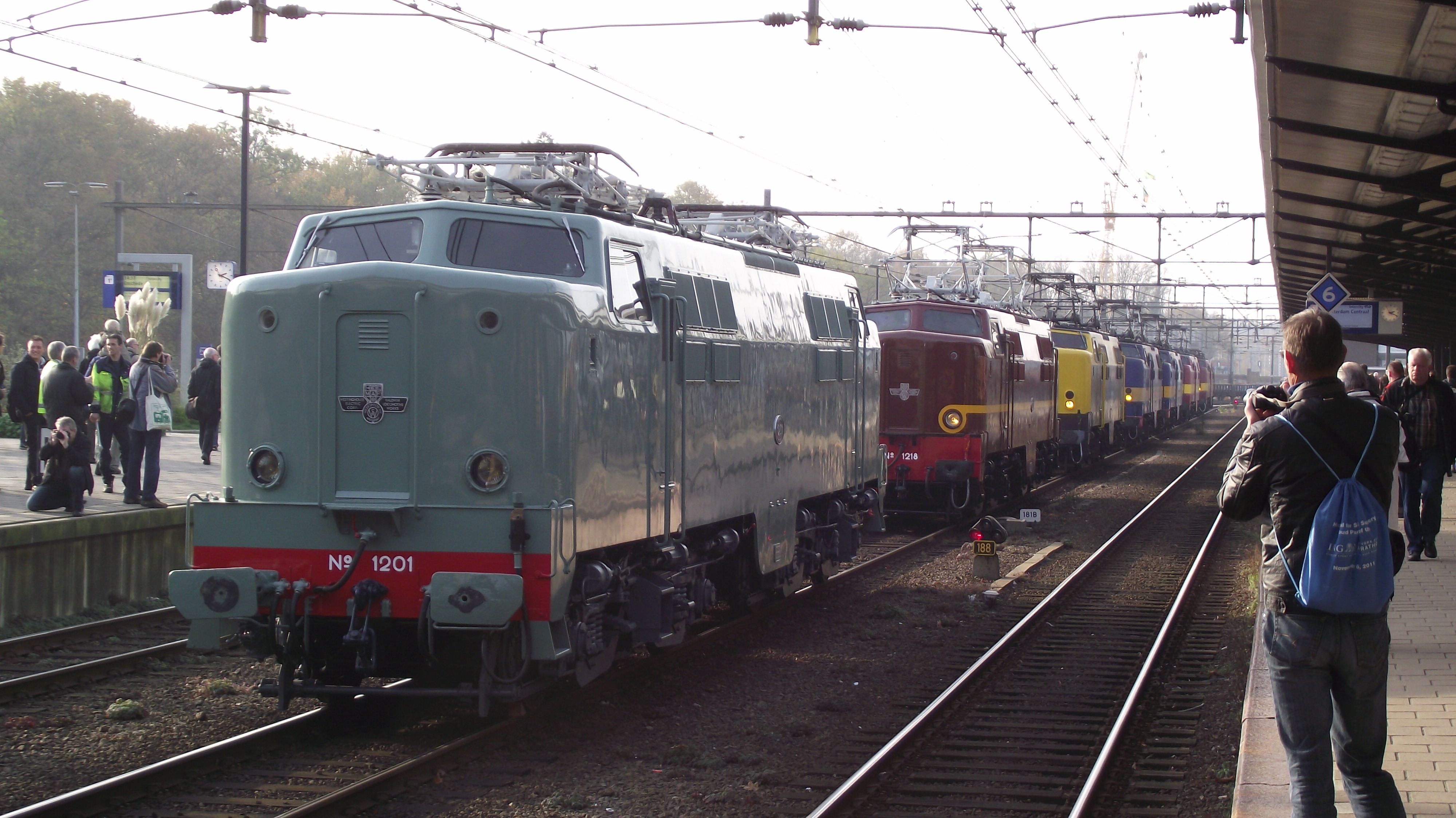
Zeven van de acht overgebleven 1200-locs op een rij